# Corallinales familia incertae sedis
Corallinales familia incertae sedis,  Crvene alge iz reda Corallinales čija porodična pripadnost još nije utvrđena. Postoji 8 ovakvih rodova sa 15 vrsta

## Rodovi
1. Amphithalia Athanasiadis 	1
2. Erevanella Maslov 	1
3. Halysis Høeg 	3
4. Nipponophycus H.Yabe & S.Toyama 	2
5. Petrophyton H.Yabe 	2
6. Phormidiodea Wieland 	1
7. Pycnoporidium H.Yabe & S.Toyama 	3
8. Solenophyllum Maslov 	2